# Huesos de la mano
Los huesos de la mano, como su nombre indica, son los huesos que forman el esqueleto de la mano.

## Clasificación
Vienen recogidos en la Terminología Anatómica de 1998, y son los siguientes:
A02.4.08.001 Huesos del carpo o huesos carpianos (ossa carpi, ossa carpalia)
A02.4.08.002 Hueso central (os centrale)
A02.4.08.003 Hueso escafoides (os scaphoideum)
A02.4.08.005 Hueso semilunar (os lunatum)
A02.4.08.006 Hueso piramidal (os triquetrum)
A02.4.08.007 Hueso pisiforme (os pisiforme)
A02.4.08.008 Hueso trapecio (os trapezium)
A02.4.08.010 Hueso trapezoide (os trapezoideum)
A02.4.08.011 Hueso grande (os capitatum)
A02.4.08.012 Hueso ganchoso (os hamatum)
A02.4.09.001 Huesos del metacarpo o metacarpianos [I-V] (ossa metacarpi, ossa metacarpalia)
A02.4.10.001 Huesos de los dedos de la mano o falanges de la mano (ossa digitorum; phalanges)
A02.4.11.001 Huesos sesamoideos de la mano (ossa sesamoidea)
- Datos: Q5645730